# Георги Николов (общественик)
Георги Николов е български общественик, деец на Македонската емиграция в България.

## Биография
Георги Николов е роден в костурското село Прекопана, тогава в Османската империя. Преселва се в свободна България, където активно се включва в дейността на емиграцията в страната. Участва като делегат от Костурското благотворително братство в обединителния конгрес на Македонската федеративна организация и Съюза на македонските емигрантски организации от януари 1923 година.
През 1932 година влиза като член в ръководството на Националния комитет на македонските братства на Съюза на македонските емигрантски организации. Същата година дарява 1000 лева на новооснования Македонски народен неприкосновен капитал.